# Férfi snowboard parallel giant slalom a 2002. évi téli olimpiai játékokon
A 2002. évi téli olimpiai játékokon a snowboard férfi parallel giant slalom versenyszámát február 14-én és 15-én rendezték Park Cityben. Az aranyérmet a svájci Philipp Schoch nyerte meg. A versenyszámban nem vett részt magyar versenyző.
Az 1998-ban megrendezett versenyszámhoz képest megváltozott a lebonyolítás módja.

## Eredmények
A selejtezőből az időeredmények alapján a legjobb 16 versenyző jutott a nyolcaddöntőbe. A nyolcaddöntőtől kezdve a versenyzők párban versenyeztek, minden szakaszban két futamot rendeztek. A versenyzők mindkét pályán egy-egy futamot teljesítettek. A párokat a selejtezőben elért helyezés alapján határozták meg. Ebben a szakaszban csak időkülönbségeket mértek, a táblázatokban ezek olvashatóak. A 2. futamban az 1. futamban másodikként beért versenyző az időhátránnyal megegyező időkülönbséggel indulhatott, ezért a 2. futamban elsőként célba érkező versenyző jutott tovább a következő fordulóba. A 2. futamnál az összesített időkülönbségek olvashatóak.

### Selejtező
A rövidítések jelentése a következő:
- Q: továbbjutás helyezés alapján

| Hely. | Versenyző           | Nemzet                 | Idő           | Mj |
| ----- | ------------------- | ---------------------- | ------------- | -- |
| 1.    | Gilles Jaquet       | Svájc (SUI)            | 35,69         | Q  |
| 2.    | Alexander Maier     | Ausztria (AUT)         | 36,28         | Q  |
| 3.    | Daniel Biveson      | Svédország (SWE)       | 36,42         | Q  |
| 4.    | Richard Richardsson | Svédország (SWE)       | 36,58         | Q  |
| 5.    | Dejan Košir         | Szlovénia (SLO)        | 36,71         | Q  |
| 6.    | Jérôme Sylvestre    | Kanada (CAN)           | 36,86         | Q  |
| 7.    | Mathieu Bozzetto    | Franciaország (FRA)    | 36,90         | Q  |
| 8.    | Sigi Grabner        | Ausztria (AUT)         | 36,94         | Q  |
| 9.    | Stefan Kaltschütz   | Ausztria (AUT)         | 36,97         | Q  |
| 10.   | Dieter Krassnig     | Ausztria (AUT)         | 37,02         | Q  |
| 11.   | Chris Klug          | Egyesült Államok (USA) | 37,17         | Q  |
| 12.   | Stephen Copp        | Svédország (SWE)       | 37,22         | Q  |
| 13.   | Mathias Behounek    | Németország (GER)      | 37,31         | Q  |
| 14.   | Walter Feichter     | Olaszország (ITA)      | 37,33         | Q  |
| 15.   | Philipp Schoch      | Svájc (SUI)            | 37,34         | Q  |
| 16.   | Nicolas Huet        | Franciaország (FRA)    | 37,49         | Q  |
| 17.   | Mark Fawcett        | Kanada (CAN)           | 37,53         |    |
| 18.   | Markus Ebner        | Németország (GER)      | 37,64         |    |
| 19.   | Roland Fischnaller  | Olaszország (ITA)      | 37,70         |    |
| 20.   | Jeff Greenwood      | Egyesült Államok (USA) | 37,84         |    |
| 21.   | Christophe Ségura   | Franciaország (FRA)    | 38,06         |    |
| 22.   | Kurt Niederstätter  | Olaszország (ITA)      | 38,22         |    |
| 23.   | Charlie Cosnier     | Franciaország (FRA)    | 38,41         |    |
| 24.   | Ryan Wedding        | Kanada (CAN)           | 38,61         |    |
| 25.   | Simon Schoch        | Svájc (SUI)            | 38,63         |    |
| 26.   | Zeke Steggall       | Ausztrália (AUS)       | 38,69         |    |
| 27.   | Peter Thorndike     | Egyesült Államok (USA) | 38,85         |    |
| 28.   | Jonas Aspman        | Svédország (SWE)       | 38,88         |    |
| 29.   | Jasey-Jay Anderson  | Kanada (CAN)           | 39,09         |    |
| –     | Ueli Kestenholz     | Svájc (SUI)            | nem ért célba |    |
| –     | Tomaž Knafelj       | Szlovénia (SLO)        | nem ért célba |    |
| –     | Simone Salvati      | Olaszország (ITA)      | kizárták      |    |

### Nyolcaddöntők
| K  | Versenyző           | Nemzet                 | 1. futam | 2. futam |
| -- | ------------------- | ---------------------- | -------- | -------- |
| 16 | Nicolas Huet        | Franciaország (FRA)    |          |          |
| 1  | Gilles Jaquet       | Svájc (SUI)            | +1,78    | kizárták |
|    |                     |                        |          |          |
| 8  | Sigi Grabner        | Ausztria (AUT)         |          |          |
| 9  | Stefan Kaltschütz   | Ausztria (AUT)         | +1,78    | +0,21    |
|    |                     |                        |          |          |
| 5  | Dejan Košir         | Szlovénia (SLO)        |          |          |
| 12 | Stephen Copp        | Svédország (SWE)       | +1,78    | +0,34    |
|    |                     |                        |          |          |
| 4  | Richard Richardsson | Svédország (SWE)       |          | +0,54    |
| 13 | Mathias Behounek    | Németország (GER)      | +1,78    |          |
|    |                     |                        |          |          |
| 14 | Walter Feichter     | Olaszország (ITA)      | +1,78    |          |
| 3  | Daniel Biveson      | Svédország (SWE)       |          | +1,78    |
|    |                     |                        |          |          |
| 11 | Chris Klug          | Egyesült Államok (USA) |          | +0,26    |
| 6  | Jérôme Sylvestre    | Kanada (CAN)           | +0,31    |          |
|    |                     |                        |          |          |
| 7  | Mathieu Bozzetto    | Franciaország (FRA)    |          |          |
| 10 | Dieter Krassnig     | Ausztria (AUT)         | +0,46    | +1,78    |
|    |                     |                        |          |          |
| 15 | Philipp Schoch      | Svájc (SUI)            |          |          |
| 2  | Alexander Maier     | Ausztria (AUT)         | +1,78    | kizárták |

### Negyeddöntők
| K  | Versenyző           | Nemzet                 | 1. futam | 2. futam |
| -- | ------------------- | ---------------------- | -------- | -------- |
| 16 | Nicolas Huet        | Franciaország (FRA)    |          |          |
| 8  | Sigi Grabner        | Ausztria (AUT)         | +1,38    | kizárták |
|    |                     |                        |          |          |
| 4  | Richard Richardsson | Svédország (SWE)       |          |          |
| 5  | Dejan Košir         | Szlovénia (SLO)        | +0,72    | +1,73    |
|    |                     |                        |          |          |
| 11 | Chris Klug          | Egyesült Államok (USA) |          | +0,75    |
| 14 | Walter Feichter     | Olaszország (ITA)      | +1,78    |          |
|    |                     |                        |          |          |
| 15 | Philipp Schoch      | Svájc (SUI)            |          |          |
| 7  | Mathieu Bozzetto    | Franciaország (FRA)    | +1,78    | kizárták |

### Elődöntők
| K  | Versenyző           | Nemzet                 | 1. futam | 2. futam |
| -- | ------------------- | ---------------------- | -------- | -------- |
| 4  | Richard Richardsson | Svédország (SWE)       |          |          |
| 16 | Nicolas Huet        | Franciaország (FRA)    | +1,78    | kizárták |
|    |                     |                        |          |          |
| 15 | Philipp Schoch      | Svájc (SUI)            |          |          |
| 11 | Chris Klug          | Egyesült Államok (USA) | +1,49    | kizárták |

### Döntők
A táblázatban a versenyzők végső helyezései olvashatóak.
| Helyezés     | K            | Versenyző           | Nemzet                 | 1. futam     | 2. futam     |
| A 3. helyért | A 3. helyért | A 3. helyért        | A 3. helyért           | A 3. helyért | A 3. helyért |
| ------------ | ------------ | ------------------- | ---------------------- | ------------ | ------------ |
| Bronz        | 11           | Philipp Schoch      | Svájc (SUI)            |              |              |
| 4.           | 16           | Richard Richardsson | Svédország (SWE)       | +0,24        | kizárták     |
| Döntő        |              |                     |                        |              |              |
| Arany        | 15           | Chris Klug          | Egyesült Államok (USA) |              |              |
| Ezüst        | 4            | Nicolas Huet        | Franciaország (FRA)    | +0,15        | +1,21        |